# Tillandsia catimbauensis
Tillandsia catimbauensis là một loài thuộc chi Tillandsia. Đây là loài đặc hữu của Brasil.